# Философские науки
Филосо́фские нау́ки — российский ежемесячный философский журнал. Публикует статьи российских и зарубежных специалистов в области истории и философии науки, культурологии, религиоведения, политологии, проблем глобализации и терроризма, конфликтологии, философии права, философии преступности, философии непознанного, психологии, виртуалистики, эзотерики, универсальной истории, образования, философии для детей.

## История
Журнал основан в 1958 году. Задачи издания были определены в статье «От редакции», где было указано, что журнал ориентирован главным образом на высшую школу и призван отражать научно-исследовательскую жизнь в вузах. Поэтому до 1987 года выходил под названием «Научные доклады высшей школы. Философские науки». Здесь публиковались Вальтраут Шелике и др.[значимость факта?] Более 20 лет изданием руководил доктор философских наук В. С. Готт. Нынешний шеф-редактор — кандидат философских наук Х. Э. Мариносян.

## Редакционная коллегия
В состав редколлегии входят: д.филос.н. Н. С. Автономова, д.филос.н. Р. Г. Апресян, д.филос.н. В. И. Аршинов, д.филос.н. И. И. Блауберг, д.филос.н. И. С. Вдовина, д.филос.н. Г. Г. Водолазов, д.филос.н. В. Д. Губин, акад. А. А. Гусейнов, д.к.н. А. П. Давыдов, д.филос.н. А. Л. Доброхотов, акад. А. Л. Журавлёв, к.филос.н. Л. Б. Комиссарова, к.филос.н. И. А. Михайлов, д.филос.н. А. Т. Павлов, д.филос.н. В. И. Пантин, акад. Ю. С. Пивоваров, д.филос.н. В. Н. Порус, к.филос.н. А. А. Пружинина (отв. секретарь), д.филос.н. В. М. Розин, д.и.н. В. В. Рябов, к.филос.н. Н. М. Северикова, д.филос.н. И. Н. Сиземская, д.филос.н. О. Н. Смолин, д.филос.н. М. Т. Степанянц, д.филос.н. В. И. Толстых, д.филос.н. Г. Л. Тульчинский, д.п.н. Я. С. Турбовской, д.филос.н. В. Г. Федотова, д.филос.н. В. Н. Шевченко. Возглавляет редакционную коллегию академик РАН А.В. Смирнов.